# 宛水街道
宛水街道，是中华人民共和国云南省曲靖市宣威市下辖的一个乡镇级行政单位。

## 行政区划
宛水街道下辖以下地区：
学苑社区、宛水社区、柳林社区、宣电社区和新文社区。

## 交通
- 沪昆铁路：宣威站